# Gaillarde
Pour les articles homonymes, voir Gaillarde (homonymie).

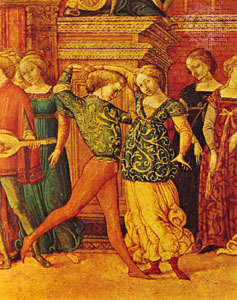
Gaillarde à Sienne au XVe siècle.

La gaillarde est une danse de couple à trois temps (en mesure 
, 
 ou 
) apparue en Lombardie vers 1480. Face aux basses danses plus solennelles, elle gagne rapidement du terrain et devient une danse de bal très appréciée au XVIe siècle, suivant ordinairement la pavane dans les suites de danses.
Parfois appelée « romanesca » (c'est-à-dire alla maniera di Roma), elle se répand dans toute l'Europe entre 1550 et 1650. Liée au saltarello ancien et apparentée au tourdion, dans une forme plus lente et plus élevée, elle comporte cinq pas (cinque passi) de base : trois « sauts mineurs », un « saut majeur » et une « cadence ». Fabritio Caroso (1581) et Cesare Negri (1604) furent les premiers à la décrire.
En 1589, Thoinot Arbeau donne l'air et la description de plusieurs gaillardes dans son Orchésographie : on y trouve La traditore mi fa morire, Anthoinette, Baisons-nous belle, Si j'aime ou non, La fatigue, La Milanaise, J'aimerais mieux dormir seulette et L'ennui qui me tourmente.
Les cinq pas de base de la gaillarde sont les suivants :
- 1 (temps 1) : « grève » gauche ou « pied en l'air » gauche
- 2 (temps 2) : « grève » droite ou « pied en l'air » droit
- 3 (temps 3) : « grève » gauche ou « pied en l'air » gauche
- 4 (temps 4 et 5) : « grève » droite ou « pied en l'air » droit, suivi d'un « saut majeur »
- 5 (temps 6) : « posture » gauche (retomber les deux pieds au sol, pied gauche en avant, pied droit en arrière)

La mesure suivante se danse ensuite en miroir, après quoi on peut ornementer les cinq pas de manière infinie : en croisant la jambe levée, en remplaçant une « grève » par une « posture » ou une « entretaille », par une « ruade » ou par un saut pieds joints. On peut aussi doubler la mesure en une succession de onze pas (le saut majeur se placera alors sur le onzième temps).
Claude Gervaise a publié plusieurs gaillardes dans ses Recueils de danceries édités par Pierre Attaingnant (1550-1557), dont la Gaillarde de la guerre et la Gaillarde du ton de la guerre.